# Carlos Xistra
Carlos Miguel Taborda Xistra (Covilhã, 2 januari 1974) is een Portugees voormalig voetbalscheidsrechter. Hij was in dienst van FIFA en UEFA tussen 2009 en 2019. Ook leidde hij tussen 2006 en 2020 wedstrijden in de Primeira Liga.
Op 17 september 2006 leidde Xistra zijn eerste wedstrijd in de Portugese nationale competitie. Tijdens het duel tussen Naval 1º de Maio en FC Porto (0–2 voor Porto) trok de leidsman driemaal de gele kaart. In Europees verband debuteerde hij tijdens een wedstrijd tussen Austria Wien en Tobol Qostanay in de voorronde van de UEFA Cup; het eindigde in 2–0 voor Austria en Xistra gaf vier gele kaarten, waarvan twee aan dezelfde speler. Zijn eerste interland floot hij op 11 februari 2009, toen Andorra met 1–3 verloor van Litouwen. Tijdens dit duel gaf Xistra één speler de gele kaart.

## Interlands
| Datum            | Plaats               | Wedstrijd                                | Uitslag | Competitie        | Kreeg geel | Kreeg voor de tweede keer geel en dus rood | Weggestuurd |
| ---------------- | -------------------- | ---------------------------------------- | ------- | ----------------- | ---------- | ------------------------------------------ | ----------- |
| 11 februari 2009 | Albufeira, Portugal  | Andorra – Litouwen                       | 1 – 3   | Vriendschappelijk | 1          | 0                                          | 0           |
| 31 mei 2014      | Rotterdam, Nederland | Nederland – Ghana                        | 1 – 0   | Vriendschappelijk | 1          | 0                                          | 0           |
| 16 oktober 2018  | Barcelona, Spanje    | Verenigde Arabische Emiraten – Venezuela | 0 – 2   | Vriendschappelijk | 3          | 0                                          | 0           |
| 18 november 2018 | Las Palmas, Spanje   | Spanje – Bosnië en Herzegovina           | 1 – 0   | Vriendschappelijk | 3          | 0                                          | 0           |